# 小行星5951
小行星5951（5951 Alicemonet）是一颗绕太阳运转的小行星，为主小行星带小行星。该小行星于1986年10月7日发现。

## 轨道参数
小行星5951的轨道半长轴为2.1968782 UA，离心率为0.219。